# Mystroceros macleayi
Mystroceros macleayi är en skalbaggsart som beskrevs av Hippolyte Louis Gory och Achille Rémy Percheron 1833. Mystroceros macleayi ingår i släktet Mystroceros och familjen Cetoniidae. Inga underarter finns listade i Catalogue of Life.